# North Weald (London Underground)

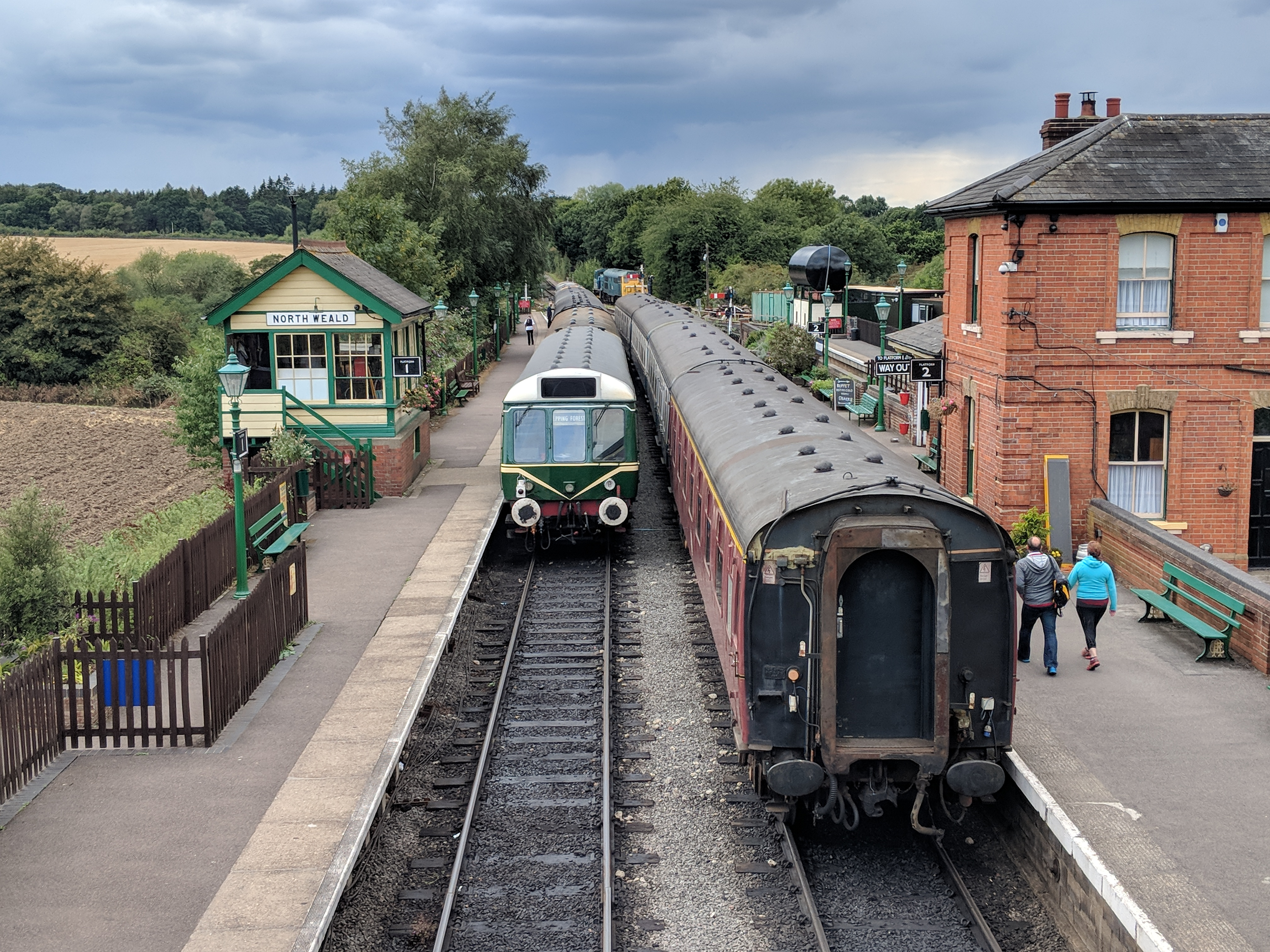
Station North Weald 2018

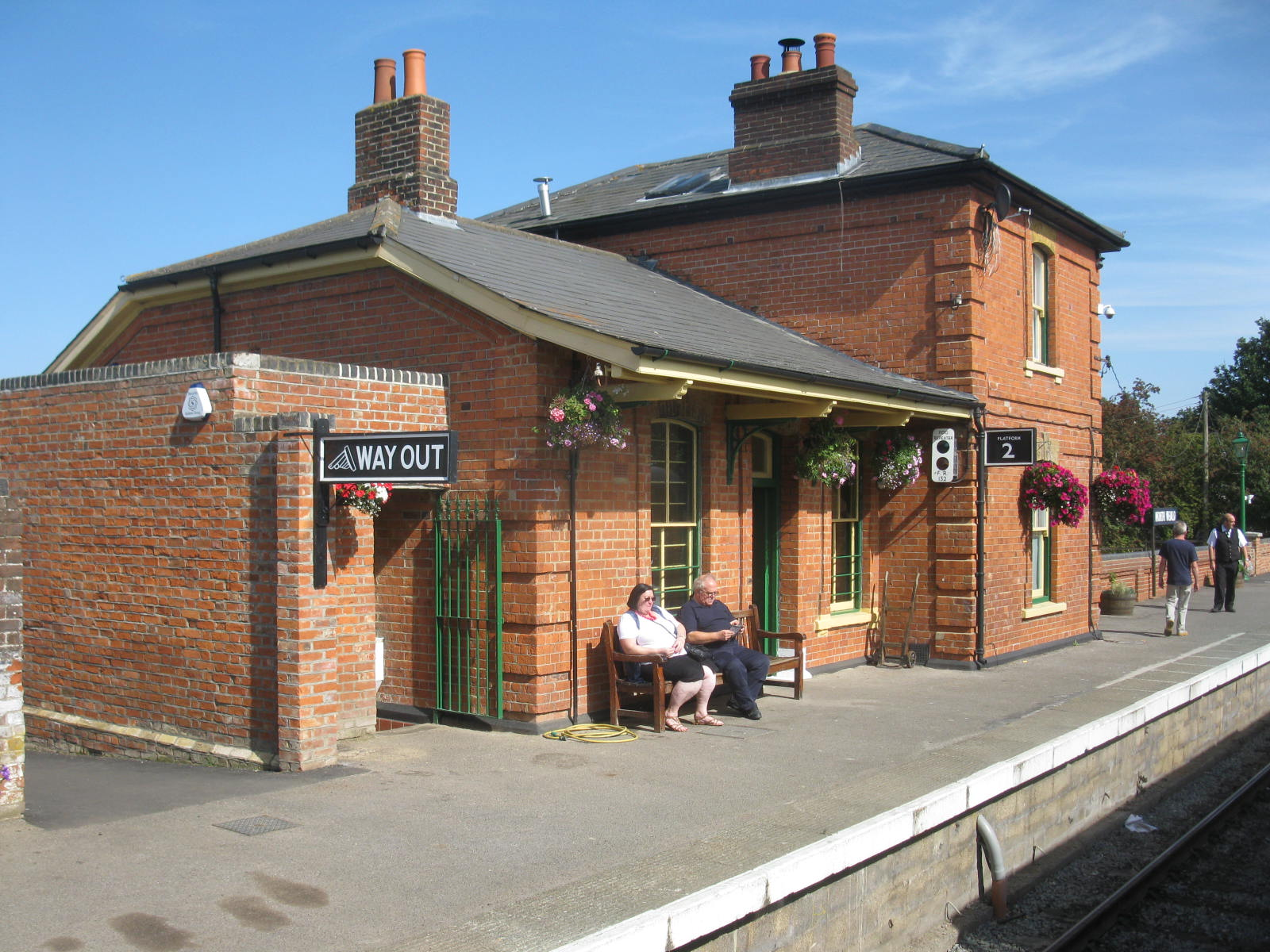
Station North Weald 2012

North Weald ist eine geschlossene Station der London Underground an der Central Line östlich von Epping. Sie war von 1865 bis 1994 in Betrieb und liegt im Ort Blake Hall in dem zu Essex gehörenden Distrikt Epping Forest.

## Geschichte

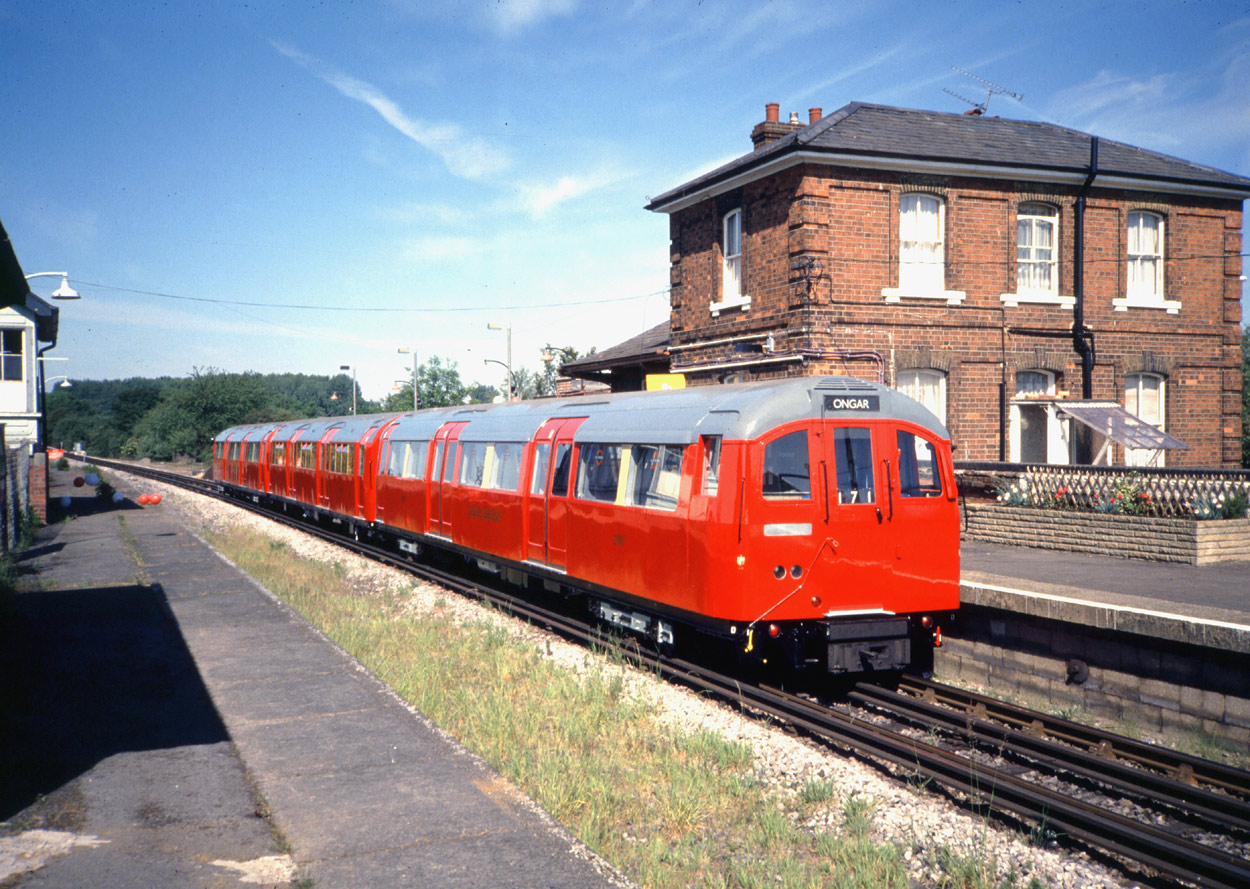
Station North Weald 1990

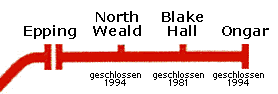
Shuttle Epping-Ongar

Die Station wurde am 24. April 1865 durch die Great Eastern Railway (GER) eröffnet, als Teil des neuen Streckenabschnitts zwischen Loughton und Ongar. Sie diente zunächst hauptsächlich als Güterverladestelle, um Produkte der umliegenden landwirtschaftlichen Betriebe nach London zu transportieren. Ab 1923 war die Strecke im Besitz der London and North Eastern Railway (LNER). Während des Zweiten Weltkrieges wurde die Station hauptsächlich von Soldaten der Royal Air Force benutzt, die zum Flugplatz North Weald unterwegs waren.
Die eingleisig ausgeführte Strecke wurde östlich von Epping ab 25. September 1949 als Teil der Central Line von Dampfpendelzügen der British Rail im Auftrag von London Underground befahren. Am 18. November 1957 war auch hier die Elektrifizierung abgeschlossen. Der Abschnitt nach Ongar war jedoch stets wenig frequentiert. Es verkehrten lediglich Pendelzüge mit zwei oder drei Wagen und die Fahrgäste mussten in Epping umsteigen. Dass die regulären U-Bahn-Züge nicht die gesamte Strecke befuhren, hing auch damit zusammen, dass die Stromversorgung auf dem Abschnitt Epping–Ongar dafür nicht ausreichend war. Durchgehende Züge verkehrten nur an zwei Tagen im Jahr während der Flugshow auf dem Flugplatz.
An der knapp zehn Kilometer langen Strecke bestand in North Weald eine Ausweichmöglichkeit. Dieses zweite Gleis wurde jedoch 1976 entfernt. Seit Beginn der 1980er Jahre fuhren die Züge nur noch während der Hauptverkehrszeit, da der Greater London Council die Subventionen für außerhalb ihres Einflussgebietes liegende Abschnitte gestrichen hatte. Am 30. September 1994 erfolgte die Stilllegung. Der Betrieb war zu unrentabel und zudem wären kostspielige Unterhaltsarbeiten notwendig geworden.
Ab 10. Oktober 2004 führte die Epping Ongar Railway an Sommerwochenenden einen Museumsbahnbetrieb mit Dieseltriebwagen durch. 2007 wurde der Betrieb eingestellt, da die Strecke an zahlreichen Stellen instand gesetzt werden musste. Die Museumsbahn erwarb in den folgenden Jahren neue Fahrzeuge, darunter auch vier Dampflokomotiven. Seit dem 25. Mai 2012 ist die Strecke wieder für den Museumsbahnbetrieb an Wochenenden und Feiertagen freigegeben.